# Yabause
Yabause – wieloplatformowy emulator konsoli Sega Saturn dla systemów Linux, Mac OS oraz Windows. Istnieją nieoficjalne wersje pod FreeBSD i konsolę Dreamcast. Program jest rozpowszechniany wraz z kodem źródłowym na otwartej licencji GNU General Public License. Twórcą projektu jest programista francuskiego pochodzenia Guillaume Duhamel.

## Główne zalety programu
- Otwarty kod źródłowy prosty w przenoszeniu na inne platformy
- Duży wybór już istniejących wersji platformowych
- Możliwość ładowania obrazów CD oraz obsługa oryginalnych płyt Segi Saturn
- Analiza kodu wykonywanego przez program
- Emulacja różnych regionów Segi Saturn
- Możliwość tworzenia zrzutów ekranu podczas emulacji

## Cele projektu
- Zapisywanie stanu gry
- Pełna emulacja Segi Saturn